# Fiamma
Fiamma är en bergstopp i Schweiz.   Den ligger i regionen Maloja och kantonen Graubünden, i den sydöstra delen av landet, 180 km öster om huvudstaden Bern. Toppen på Fiamma är 2 383 meter över havet, eller 23 meter över den omgivande terrängen. Bredden vid basen är 0,23 km.
Terrängen runt Fiamma är mycket bergig. Runt Fiamma är det glesbefolkat, med 10 invånare per kvadratkilometer.. Närmaste större samhälle är Silvaplana, 17,9 km nordost om Fiamma. 
Trakten runt Fiamma består i huvudsak av gräsmarker.